# Myonycteris brachycephala
Myonycteris brachycephala is een zoogdier uit de familie van de vleerhonden (Pteropodidae). De wetenschappelijke naam van de soort werd voor het eerst geldig gepubliceerd door Bocage in 1889.

## Beschrijving
Het is het enige bekende zoogdier waarvan de hele populatie een asymmetrische tandformule heeft. In de onderkaak ontbreekt links of rechts een van de snijtanden. De ontdekkers van dit unicum speculeren, dat dit een aanpassing is aan de beperkte ontwikkelingsmogelijkheden op eilanden, te vergelijken met eilanddwerggroei.

## Voorkomen
De soort is endemisch op het eiland Sao Tomé in de golf van Guinee ten westen van Afrika. Specifieker komt deze vleerhond alleen voor in de bossen en op cacaoplantages in de binnenlanden van de zuidelijke helft van het eiland tussen 300 en 1200 meter hoogte.
Vanwege zijn zeer beperkte verspreidingsgebied en habitatverlies is het een bedreigde diersoort op de Rode Lijst van de IUCN.